# 南京市高淳区淳辉高级中学
南京市高淳区淳辉高级中学，簡稱淳輝中學，成立於西元2002年，由中華民國─新興學校財團法人桃園縣新興高級中學創立，創辦人為魏照金先生，隸屬新興學園(南京校區)。
淳輝中學校址於中華人民共和國江蘇省南京市，占地196亩，建築面積35,650平方公尺，